# Jose Llana
Jose Llana (Manila, 5 maggio 1976) è un attore filippino naturalizzato statunitense.

## Biografia
Nato nelle Filippine, è cresciuto a Springfield (Virginia) e ha studiato canto alla Manhattan School of Music. Durante il suo primo anno di studi fece un provino per il revival di Broadway di The King and I e nel 1996 fece il suo debutto nel musical con Donna Murphy nel ruolo di Anna e Lou Diamond Phillips in quello del Re del Siam.
Successivamente recitò a Broadway anche in Rent, Flower Drum Song con Lea Salonga e The 25th Annual Putnam County Spelling Bee, per cui vinse il Drama Desk Award. Nel 2016 tornò a Broadway nel revival di Bartlett Sher di The King and I, in cui interpretò il Re del Siam accanto all'Anna di Marin Mazzie. Al termine delle repliche al Lincoln Center, Llana tornò ad interpretare il Re nel tour statunitense del musical con Laura Michelle Kelly e, dalla primavera 2019 alla primavera 2020, anche nel tour britannico e irlandese dello show.
È dichiaratamente omosessuale ed impegnato in una relazione con Erik Rose dal 2007.

## Filmografia

### Cinema
- Hitch - Lui sì che capisce le donne (Hitch), regia di Andy Tennant (2005)

### Televisione
- Sex and the City – serie TV, episodio 4x02 (2001)